# Područna nogometna liga NSP Karlovac 2. razred 1969./70.
| Mj. | Klub                       | Sus. | Pobj. | Ner. | Por. | GR.   | Bod. |
| --- | -------------------------- | ---- | ----- | ---- | ---- | ----- | ---- |
| 1.  | NK Banija Glina            | 12   | 10    | 1    | 1    | 74:14 | 21   |
| 2.  | NK Jaska Jastrebarsko      | 12   | 9     | 1    | 2    | 46:20 | 19   |
| 3.  | NK Slunj                   | 12   | 7     | 2    | 3    | 31:25 | 16   |
| 4.  | NK Dobra Novigrad na Dobri | 12   | 4     | 1    | 7    | 25:43 | 9    |
| 5.  | NK Mrežnica Zvečaj         | 12   | 4     | 1    | 7    | 29:54 | 9    |
| 6.  | NK Omladinac Draganić      | 12   | 2     | 3    | 7    | 16:40 | 7    |
| 7.  | NK Kamensko                | 12   | 1     | 1    | 10   | 16:41 | 3    |